# Король Речи Посполитой
В статье представлен список правителей Речи Посполитой, носивших одновременно титулы короля польского и великого князя литовского (правителей основных частей Речи Посполитой). При этом ещё до образования Речи Посполитой в 1569 году  Польша и Литва находились в личной унии и имели общего монарха. Первым правителем Польши и Литвы был великий князь литовский Ягайло.
В 1569 году при Сигизмунде II Августе была принята Люблинская уния, по которой Великое княжество Литовское и Королевство Польское объединялись в совместный  альянс,на более совместновыгодных условиях  — Речь Посполитую, первым правителем которой с титулом короля польского и великого князя литовского стал Сигизмунд II Август.

## Список правителейРечи Посполитой
| №  | Портрет | Правитель                                              | Герб                                                                                             | Династия    | Годы правления      |
| -- | ------- | ------------------------------------------------------ | ------------------------------------------------------------------------------------------------ | ----------- | ------------------- |
| 1  |         | Сигизмунд II Август                                    |                                                                                                  | Ягеллоны    | 1569—1572           |
| 2  |         | Генрих Валуа                                           |                                                                                                  | Валуа       | 1573—1574           |
| 3  |         | Анна Ягеллонка (вместе с мужем С. Баторием: 1576—1586) |                                                                                                  | Ягеллоны    | 1575—1586           |
| 3  |         | Стефан Баторий                                         |                                                                                                  | Батори      | 1576—1586           |
| 4  |         | Сигизмунд III                                          |                                                                                                  | Ваза        | 1587—1632           |
| 5  |         | Владислав IV                                           |                                                                                                  | Ваза        | 1632—1648           |
| 6  |         | Ян II Казимир                                          |                                                                                                  | Ваза        | 1648—1668 (отрёкся) |
| 7  |         | Михаил Корибут                                         |                                                                                                  | Вишневецкие | 1669—1673           |
| 8  |         | Ян III Собеский                                        |                                                                                                  | Собеские    | 1673—1696           |
| 9  |         | Август II Сильный                                      |                                                                                                  | Веттины     | 1697—1704           |
| 10 |         | Станислав Лещинский                                    | Герб Станислава Лещинского в качестве пожизненного польского короля, герцога Лотарингии и Барруа | Лещинские   | 1704—1709           |
| 11 |         | Август II Сильный                                      |                                                                                                  | Веттины     | 1709—1733           |
| 12 |         | Станислав Лещинский                                    |                                                                                                  | Лещинские   | 1733—1734           |
| 13 |         | Август III                                             |                                                                                                  | Веттины     | 1734—1763           |
| 14 |         | Станислав II Август                                    |                                                                                                  | Понятовские | 1764—1795 (отрёкся) |